# لو پونت-چیرشن-چابنت
لو پونت-چیرشن-چابنت (به فرانسوی: Le Pont-Chrétien-Chabenet) یک کمون در فرانسه است که در اندر واقع شده‌است. لو پونت-چیرشن-چابنت ۹٫۰۳ کیلومتر مربع مساحت و ۹۶۱ نفر جمعیت دارد و ۱۰۰ متر بالاتر از سطح دریا واقع شده‌است.